# Grandpré
Grandpré és un municipi francès situat al departament de les Ardenes i a la regió del Gran Est. L'any 2007 tenia 471 habitants.

## Fills il·lustres
- Henri Hardouin, (segle xviii) eclesiàstic i compositor musical.

## Demografia

### Població
El 2007 la població de fet de Grandpré era de 471 persones. Hi havia 199 famílies de les quals 77 eren unipersonals (36 homes vivint sols i 41 dones vivint soles), 57 parelles sense fills, 53 parelles amb fills i 12 famílies monoparentals amb fills.
La població ha evolucionat segons el següent gràfic:
Habitants censats

### Habitatges
El 2007 hi havia 256 habitatges, 207 eren l'habitatge principal de la família, 17 eren segones residències i 32 estaven desocupats. 190 eren cases i 64 eren apartaments. Dels 207 habitatges principals, 127 estaven ocupats pels seus propietaris, 71 estaven llogats i ocupats pels llogaters i 9 estaven cedits a títol gratuït; 4 tenien una cambra, 18 en tenien dues, 31 en tenien tres, 36 en tenien quatre i 117 en tenien cinc o més. 135 habitatges disposaven pel capbaix d'una plaça de pàrquing. A 101 habitatges hi havia un automòbil i a 67 n'hi havia dos o més.

### Piràmide de població
La piràmide de població per edats i sexe el 2009 era:
| Homes | Edats   | Dones |
| ----- | ------- | ----- |
| 0     | 95 o +  | 0     |
| 0     | 90 a 94 | 4     |
| 8     | 85 a 89 | 12    |
| 4     | 80 a 84 | 0     |
| 4     | 75 a 79 | 12    |
| 12    | 70 a 74 | 20    |
| 12    | 65 a 69 | 12    |
| 8     | 60 a 64 | 24    |
| 0     | 55 a 59 | 0     |
| 8     | 50 a 54 | 4     |
| 28    | 45 a 49 | 20    |
| 12    | 40 a 44 | 8     |
| 20    | 35 a 39 | 8     |
| 44    | 30 a 34 | 28    |
| 20    | 25 a 29 | 40    |
| 4     | 20 a 24 | 8     |
| 20    | 15 a 19 | 8     |
| 12    | 10 a 14 | 12    |
| 20    | 5 a 9   | 20    |
| 8     | 0 a 4   | 20    |

## Economia
El 2007 la població en edat de treballar era de 307 persones, 229 eren actives i 78 eren inactives. De les 229 persones actives 214 estaven ocupades (137 homes i 77 dones) i 15 estaven aturades (7 homes i 8 dones). De les 78 persones inactives 27 estaven jubilades, 16 estaven estudiant i 35 estaven classificades com a «altres inactius».

### Ingressos
El 2009 a Grandpré hi havia 197 unitats fiscals que integraven 431 persones, la mediana anual d'ingressos fiscals per persona era de 14.438 €.

### Activitats econòmiques
Dels 34 establiments que hi havia el 2007, 1 era d'una empresa alimentària, 1 d'una empresa de fabricació d'altres productes industrials, 3 d'empreses de construcció, 8 d'empreses de comerç i reparació d'automòbils, 2 d'empreses de transport, 3 d'empreses d'hostatgeria i restauració, 1 d'una empresa financera, 7 d'empreses de serveis, 7 d'entitats de l'administració pública i 1 d'una empresa classificada com a «altres activitats de serveis».
Dels 14 establiments de servei als particulars que hi havia el 2009, 1 era una oficina d'administració d'Hisenda pública, 1 gendarmeria, 1 oficina de correu, 1 una oficina bancària, 1 taller de reparació d'automòbils i de material agrícola, 2 lampisteries, 1 electricista, 1 perruqueria, 3 veterinaris i 2 restaurants.
Dels 4 establiments comercials que hi havia el 2009, 1 era un hipermercat, 1 una botiga de menys de 120 m², 1 una fleca i 1 una botiga de material de revestiment de parets i terra.
L'any 2000 a Grandpré hi havia 12 explotacions agrícoles que ocupaven un total de 1.611 hectàrees.

## Equipaments sanitaris i escolars
L'únic equipament sanitari que hi havia el 2009 era una farmàcia.
El 2009 hi havia una escola elemental. Grandpré disposava d'un col·legi d'educació secundària amb 174 alumnes.

## Poblacions més properes
El següent diagrama mostra les poblacions més properes.